# Wasif al-Turki
Wasif al-Turki (en árabe: وصيف التركي‎; muerto el 29 de octubre de 867) fue un general turco que, al servicio del Califato abasí, jugó un importante papel en los acontecimientos que siguieron al asesinato de al-Mutawakkil en 861, en los años conocidos como la «anarquía de Samarra». Durante este periodo, él y su aliado Bugha al-Sharabi mantuvieron casi siempre el control efectivo de los asuntos de la capital, y fueron responsables de la caída de varios califas y magistrados rivales. Cuando Wasif fue asesinado en 867, su posición fue heredada por su hijo Salih.

## Primeros años

Mapa de los alrededores de Samarra. A Wasif y sus seguidores les fueron otorgados originalmente concesiones colindantes con al-Hayr, posteriormente trasladadas a al-Matira.

Wasif era originalmente un esclavo (ghulam) propiedad de la familia Nu'man en Bagdad, donde trabajaba como armero. En algún momento fue adquirido por el futuro califa Al-Mutásim (r. 833-842), y pronto ganó prestigio como miembro de los nuevos cuerpos de ejército turcos de los abasíes. Cuando Al-Mutásim decidió trasladar la capital a Samarra en 836, Wasif y sus acólitos se establecieron en la ciudad recién fundada, recibiendo lotes de tierras adyacentes a Al-Hayr. En 838, Wasif participó en la campaña de Amorio, y se le menciona como comandante de la vanguardia del califa al atravesar las Puertas de Tarso. Según Ya'qubi, también sirvió como chambelán (háyib) de Al-Mutásim.
Durante el califato de Al-Wáthiq (r. 842-847), a Wasif le fue asignado el acantonamiento samarrense de Al-Matira, previamente en posesión de Al-Afshin, un general que había caído en desgracia. En 846 emprendió una expedición sobre las áreas de Isfahán, Yibal y Fars, donde intentó detener a un grupo de kurdos que habían penetrado en la región.
Tras la muerte de Al-Wáthiq en 847, Wasif se reunió junto a otros oficiales de alto rango y funcionarios de la corte para seleccionar un sucesor. Finalmente acordaron escoger a Al-Mutawákkil como califa, y Wasif fue de los primeros en prestarle juramento de fidelidad. Durante el reinado de Al-Mutawákkil (847–861) el militar turco fue nombrado chambelán, mientras que a su hermana Su'ad se le confió la tutela de Al-Mu'ayyad, hijo del califa.

## Asesinato de Al-Mutawákkil y califato de Al-Muntásir
Al-Mutawákkil fue asesinado por miembros de su escolta turca en diciembre de 861. Wasif no se encontraba entre los magnicidas, pero era sin embargo una figura central en la conspiración. Al-Tabari afirma que el complot se fraguó después de que el califa ordenase incautar las fincas de Wasif en Isfahán y Yibal, y que Al-Mutawákkil había estado planeando ejecutar a Wasif y a Bugha al-Sharabi, obligando a los conspiradores a golpear primero. En ese sentido, Wasif estaba al tanto de la conjura y envió de hecho a cinco de sus hijos, incluido Salih ibn Wasif, a ayudar a los asesinos.
La muerte de Al-Mutawákkil resultó en el ascenso de su hijo mayor al-Muntasir. Durante su corto reinado (861–862), Wasif y Bugha instaron al nuevo califa a revocar los acuerdos sucesorios de su padre y deponer a sus hermanos al-Mu'tazz y Al-Mu'ayyad de su posición como herederos. Los turcos temían que si Al-Mu'tazz llegaba al trono, buscaría venganza por la muerte de su padre, de modo que finalmente convencieron a Al-Muntásir para forzar a sus hermanos a abdicar, declarando entonces sucesor a su propio hijo.
A principios de 862, Wasif fue destacado por el califa para encabezar una gran campaña en la frontera bizantina. La decisión de despachar a Wasif fue supuestamente obra del visir Áhmad ibn al-Khasib, un rival político que trataba de alejar al general de Samarra. Wasif no pareció tener nada que objetar a la asignación y dirigió una numerosa fuerza a la frontera, donde arrebató una fortaleza a los bizantinos.

## La guerra civil
Mientras se encontraba de campaña en la frontera, Wasif se enteró de la muerte de Al-Muntásir en junio de 862, y de que una camarilla de oficiales turcos, incluido Bugha, habían elegido a al-Musta'in (r. 862-866) para sucederle. Viéndose incapaz de desempeñar ningún papel en el proceso de elección, Wasif decidió continuar con la expedición por un tiempo, pero al año siguiente regresó a Samarra.
Durante el primer año de reinado de Al-Musta'ín, la administración estuvo dominada por su visir Utamish. Cuando éste intentó excluir a Wasif y su colega del poder, sin embargo, los dos turcos tomaron represalias incitando al ejército en su contra. Esta estrategia terminó por tener éxito, y Utamish fue asesinado por unos mawlas en junio de 863. Después de su muerte, Wasif y Bugha recibieron cada uno nuevos poderes: Wasif fue hecho gobernador de Al-Ahwaz, mientras que a Bugha se le entregó Palestina. Wasif posteriormente también se convirtió en asistente administrativo de Al-Musta'ín, mientras que su secretario pasó a ser el visir Ibn Yazdad.
A principios de 865, Wasif y Bugha ordenaron el asesinato de Baghir al-Turki, otro oficial que había estado conspirando contra ellos. Baghir, sin embargo, era popular entre la soldadesca turca y estalló un motín cuando se conoció la noticia de su destino. Al ver que no eran capaces de recuperar el control, Wasif, Bugha y Al-Musta'ín partieron de Samarra y se abrieron camino hacia Bagdad, donde fueron recibidos por su gobernador Muhámmad ibn Abdal·lah ibn Táhir. Los soldados amotinados, viendo que el califa les había abandonado, decidieron deponer a Al-Musta'ín y jurar lealtad a Al-Mu'tazz en su lugar, a la vez que enviaban un ejército contra Bagdad.
En el transcurso del año siguiente, el Irak central fue escenario de enfrentamientos entre los turcos samarrenses y las fuerzas leales a Al-Musta'ín. Wasif y Bugha permanecieron junto al sultán y participaron en las batallas para defender Bagdad, aunque el mando del esfuerzo de guerra de Al-Musta'ín recayó en Muhámmad ibn 'Abdal·lah. A finales de 865, sin embargo, las esperanzas de una victoria de Al-Musta'ín habían disminuido, y Wasif, Bugha y Muhámmad decidieron obligar al califa a rendirse y abdicar, que fue lo que hizo en enero de 866. También negociaron con las fuerzas de Al-Mu'tazz para poner fin a la guerra. Como parte del acuerdo, a Wasif y Bugha les fueron prometidos nuevos cargos: Wasif iba a ser nombrado para Yibal, y Bugha sería gobernador del Hiyaz.

## Bajo Al-Mu'tazz
Tras la victoria de Al-Mu'tazz, Wasif y Bugha permanecieron inicialmente en Bagdad. El nuevo califa, sin embargo, tuvo una actitud hostil desde un principio hacia los dos oficiales, y ordenó a Muhámmad retirar sus nombres de los divanes, junto con los que habían registrado. Cuando Wasif y Bugha descubrieron en abril de 866 que uno de los lugartenientes de Muhámmad había sido contratado para matarlos, se pusieron a la defensiva, reuniendo sus tropas, comprando armas y distribuyendo fondos en sus vecindarios afines.
Wasif y Bugha llamaron entonces a sus aliados a presionar a Al-Mu'tazz para que los restaurase en su posición de favor. Wasif sobornó a Al-Mu'ayyad para que hablase positivamente al califa de él, mientras que Abu Áhmad ibn Al-Mutawákkil hizo lo propio con Bugha. Los soldados turcos también los favorecieron permitiéndoles regresar a Samarra. En octubre de 866 recibieron una invitación del califa para ir a la capital, y en consecuencia se presentaron en ella. En el mes siguiente, Al-Mu'tazz los restauró en las posiciones que ocupaban antes de su partida a Bagdad.
Después de su regreso a Samarra, Wasif y Bugha reanudaron sus tareas administrativas. Wasif ordenó la reparación de la carretera de La Meca y puso a Abu'l-Saŷ Devdad a cargo del proyecto. También nombró al dulafí 'Abd al-'Aziz ibn Abi Dulaf como su vicegobernador en Yibal, y le envió las capas que simbolizaban su nombramiento.

## Muerte
El 29 de octubre de 867 se produjo un nuevo motín entre la tropa turca, al que se unieron los regimientos Ushrusaniyya y Faraghina, con motivo del retraso de cuatro meses en sus pagas. Para calmar la situación, Bugha, Wasif y Sima al-Sharabi se presentaron ante ellos junto a un centenar de seguidores. Wasif comunicó a los sublevados que no había dinero con que pagarles, al tiempo que Bugha y Sima se retiraban de la escena. Los soldados arremetieron contra Wasif, asestándole repetidas cuchilladas y puñaladas. Después lo llevaron a una residencia cercana, pero los guerreros volvieron a por él, le golpearon con hachas hasta romperle ambos brazos y lo decapitaron, clavando su cabeza en la punta de una estaca.
Tras la muerte de Wasif, Al-Mu'tazz confió sus deberes en Bugha. Salih, el hijo de Wasif, se convirtió en una figura importante en Samarra hasta que fue también asesinado en 870.